# Morangos com Açúcar (4.ª série)
A quarta temporada da série Morangos com Açúcar estreou em 2006 e terminou em 2007, emitida pela TVI. Os protagonistas foram Isaac Alfaiate, no papel de André e Mafalda Matos, no papel de Sofia.
Voltou a ser emitida no +TVI no dia 12 de Outubro de 2014. A 2 de janeiro de 2017 voltou a ser emitida no Biggs, tendo terminado a 8 de Setembro. A 11 de Setembro voltou a ser reemitida novamente no Biggs. Está a ser reemitida na TVI Ficção desde Outubro de 2018. A 5 de agosto de 2019 o canal BIGGS volta a reemitir o capítulo do Verão pelas 8h30m em episódio duplo.

## Sinopse
O Colégio da Barra encontrou uma nova casa. Com pouco tempo para construir instalações de raiz, Maria José Campos optou por fundir o Colégio com outra escola privada da zona. O Colégio de São Rafael tinha poucos alunos, estava em grandes dificuldades financeiras e em risco de fechar. Maria José e Augusto Ravina chegam a acordo e o negócio concretiza-se.
Os conflitos entre antigos e novos alunos vão suceder-se para ver quem manda no Colégio. André Marquês e Sofia Sousa vão ser apanhados entre dois fogos e a antipatia imediata que sentiram à primeira vista um pelo outro vai atiçar ainda mais os ânimos.
A competição do momento é feita nas enlameadas pistas de Kartcross.
Desporto principal: Kartcross, Natação, Basquetebol, Futebol

## Elenco
| Ator/Atriz            | Personagem             | Cronologia   | Cronologia      |
| Ator/Atriz            | Personagem             | Ano Letivo   | Férias de Verão |
| --------------------- | ---------------------- | ------------ | --------------- |
| Isaac Alfaiate        | André Marquês          | Protagonista | Protagonista    |
| Mafalda Matos         | Sofia Sousa            | Protagonista | Protagonista    |
| Alexandre Neves       | Tomás Amaral           | Regular      |                 |
| Ana Zanatti           | Maria José Campos      | Regular      |                 |
| André Caramujo        | Alexandre Correia      | Regular      | Regular         |
| Andreia Dinis         | Teresa Melo            | Regular      | Regular         |
| Ângela Pinto          | Graça Sousa            | Regular      | Regular         |
| António Camelier      | Gonçalo Pimentel       | Regular      | Regular         |
| António Melo          | Júlio Sousa            | Regular      | Regular         |
| Carlos Freixo         | Francisco Marquês      | Regular      |                 |
| Cláudia Oliveira      | Margarida Prata        | Regular      |                 |
| David Gama            | Sérgio                 | Regular      | Recorrente      |
| Diogo Raquel          | Hugo Daniel Lobo       | Regular      | Regular         |
| Dinarte Freitas       | Jota Lima              | Regular      | Participacão    |
| Dummador              | Lucas Delfim           | Regular      | Regular         |
| Francisco Borges      | João «Jota» Paulino    | Regular      | Recorrente      |
| Guilherme Barroso     | Rodrigo Pinheiro       | Regular      | Participação    |
| Inês Jindrich         | Natacha Belanov        | Regular      |                 |
| Joana de Verona       | Adriana Reis           | Regular      | Regular         |
| Jorge Armando Sabata  | João Marcos            | Participação |                 |
| José Carlos Pereira   | Vítor Fontes           | Regular      |                 |
| Júlio César           | Augusto Ravina         | Regular      |                 |
| Lia Gama              | Vitória Torres         | Regular      |                 |
| Luke D'Eça            | Eduardo «Ed»           | Regular      | Recorrente      |
| Luísa Figueiredo      | Maria da Luz Ventura   | Regular      | Regular         |
| Margarida Martinho    | Rita Cruzeiro          | Regular      |                 |
| Mariana Martinho      | Sílvia Cruzeiro        | Regular      |                 |
| Marlene Pereira       | Angelina Mendes        | Regular      |                 |
| Miguel Nunes          | Duarte Marquês         | Regular      | Regular         |
| Nelson Patrão         | Link                   | Regular      | Recorrente      |
| Nuno Janeiro          | Sam                    | Regular      | Regular         |
| Pedro Caeiro          | Rui Sousa              | Regular      | Regular         |
| Pedro Górgia          | Paulo Antunes          | Regular      | Regular         |
| Ricardo Castro        | José «Zé» Maria Vieira | Regular      | Regular         |
| Rita Alagão           | Gabriela Marquês       | Regular      |                 |
| Sara Prata            | Rebeca «Becas» Campos  | Regular      |                 |
| Sara Salgado          | Filipa Sousa           | Regular      | Regular         |
| Sofia Cró             | Diana Morais           | Regular      |                 |
| Sofia Mano            | Leonor Ortigão         | Regular      | Regular         |
| Sónia Brazão          | Julieta Borges         | Regular      |                 |
| Sylvie Dias           | Marina Vincente        | Regular      | Regular         |
| Teresa Rolla          | Tânia Lobo             | Regular      | Regular         |
| Tiago Carreira        | Lourenço               | Regular      | Regular         |
| Tiago Felizardo       | Manuel Gouveia         | Regular      |                 |
| Tomás Santos          | David Peixoto          | Regular      | Regular         |
| Victória Guerra       | Rute Baleizão          | Regular      | Regular         |
| Alexandra Leite       | Maria Vassalo          | Recorrente   |                 |
| Carlos Aurélio        | Joel Mendes            | Recorrente   |                 |
| Fátima Luzes          | Elsa                   | Recorrente   |                 |
| Irene Cruz            | Palmira Antunes        | Recorrente   |                 |
| Isabel Alves Pinto    | Cecília                | Recorrente   |                 |
| Manuel Teixeira       | Ted Correia            | Recorrente   |                 |
| Paulo Teixeira        | Lúcio Correia          | Recorrente   |                 |
| Marina Albuquerque    | Clara Mendes           | Recorrente   |                 |
| Paulo Manso           | Miguel                 | Recorrente   |                 |
| Jorge Albuquerque     | Tó                     | Recorrente   |                 |
| Francisco Côrte-Real  | Afonso Campos          | Participação |                 |
| Fernando Fernandes    | Tomé                   | Participação |                 |
| Jessica Athayde       | Mimi                   | Participação |                 |
| Joana Figueira        | Fernanda Correia       | Participação |                 |
| Jorge Nery            | Damásio                | Participação |                 |
| Marta Faial           | Daniela Xavier         | Participação |                 |
| Tiago Castro          | Crómio                 | Participação |                 |
| Lúcia Custódio        | Clara                  |              | Regular         |
| Mafalda Teixeira      | Patrícia Oliveira      |              | Regular         |
| Marcantónio Del Carlo | Nicolau Macedo         |              | Regular         |
| Mariana Ferreira      | Lúcia                  |              | Regular         |
| Paula Santos          | Carolina Calisto       |              | Regular         |
| Pedro Carvalho        | Ricardo Carvalho       |              | Regular         |
| Raquel Jacob          | Mafalda Guedes         |              | Regular         |
| Catarina Jacob        | Laura Guedes           |              | Regular         |
| Rita Fernandes        | Telma Andrade          |              | Regular         |
| Ronaldo Bonacchi      | Matias Del-Rio         |              | Regular         |
| Sérgio Ramalho        | Necas                  |              | Regular         |
| Sofia Ribeiro         | Luna                   |              | Regular         |
| Teresa Ovídeo         | Beatriz Carvalho       |              | Regular         |
| Ana Ferreira          | Camila                 |              | Regular         |
| Filipe Noronha        | Gabriel                |              | Regular         |
| Gonçalo Santana       | Xavier                 |              | Regular         |
| Joana Alvarenga       | Renata                 |              | Regular         |
| Joana Ribeiro Santos  | Sara Carvalho          |              | Regular         |
| João Pedro Silva      | João Macedo            |              | Regular         |
| Igor Sampaio          | Arnaldo                |              | Recorrente      |
| João Ferrador         | Magalhães              | Regular      | Recorrente      |
| Mané Ribeiro          | Dalila Lobo            |              | Recorrente      |
| Quimbé                | Martinho               |              | Recorrente      |
| Sílvio Monteiro       | Filipe Paiva           |              | Recorrente      |
| Eurico Lopes          | António Carvalho       |              | Participação    |
| Sara Barros Leitão    | Jennifer Brown         |              | Participação    |

## Banda sonora

### Morangos com Açúcar - Os Temas da 4.ª Série de Verão
1. Mundo Secreto - Chegamos À Party
2. FF feat. Angélico Vieira - A Música Nasce
3. Orishas - Hay Un Son
4. Enur feat. Natasha - Calabria
5. Lito Y Manolo - No Pares Sigue Sigue
6. Melanie C - I Want Candy
7. Paolo Nutini - Jenny Don´t Be Hasty
8. Dolores O'Riordan - Ordinary Day
9. Expensive Soul - 13 Mulheres
10. Diana - Oh
11. Major League - Bounce
12. Bob Sinclar - Sound Of Freedom
13. Killagees feat. Phil G - Hey Girl!
14. Puzzle feat. New Max - A Expectativa
15. My Chemical Romance - I Don´t Love you
16. Hands On Approach - Let´s Be In Love
17. EZ Special - Menina Bonita
18. JTS - Make It Last Forever
19. X-Code - Luta Por Ti
20. Show Stopper - Danity Kane ft. Yung Joc Bonus